# Battle Arena Toshinden (anime)
Battle Arena Toshinden (闘神伝, Toushinden) es una OVA dividida en dos partes dirigida por Masami Ōbari basada en la serie de videojuegos del mismo nombre. Lanzada en el año 1996, la película está basada en los eventos del videojuego Battle Arena Toshinden 2 (1995), pero también incorpora elentos del los primer y tercer juegos de la serie, o sea, Battle Arena Toshinden (1995) y Battle Arena Toshinden 3 (1998) respectivamente.

## Trama

### Parte 1
En la ronda final del torneo Battle Arena Toshinden, Eiji Shinjo se enfrenta al patrocinador del torneo, Gaia, en un combate mortal. Gaia menciona que las habilidades de Eiji son comparables a las de su hermano perdido, Sho, pero antes de que pueda explicar, la pelea es interrumpida por un hombre llamado Chaos, que trabaja para la misma Organización que Gaia y ha sido enviado para eliminarlo. descubrir que Gaia está reuniendo a los combatientes para derrocar a la Organización. Gaia mata a Chaos y huye, dejando el torneo sin un ganador.
Un año después, tanto Sho como Chaos, este último aparentemente sobrevivió a su pelea con Gaia, trabajando para la líder de la Organización, Lady Uranus, comienzan a cazar a los luchadores del torneo, como Fo Fai, Rungo Iron y Mondo. Eiji, junto con su mejor amigo Kayin Amoh, se separaron para advertir a los demás competidores. Eiji se encuentra con Sofia, una agente amnésica y amiga personal suya, y le explica la situación. Esa noche, sin embargo, Urano toma el control de la mente de Sofía y la hace intentar matar a Eiji, pero Eiji se defiende y rompe el control de Urano sobre ella. El mismo Sho aparece y lucha con Eiji, ganando rápidamente la ventaja, pero Eiji descubre que Sho es en realidad una máquina y lo domina. Urano aparece y destruye a Sho, incitando a Eiji antes de irse. Enfurecido, Eiji promete derribar a Urano y a la Organización.

### Parte 2
Eiji y Kayin se encuentran con otro competidor, Ellis, y le advierten del peligro. Creyendo que puede ser asesinada, Eiji y Kayin le tienden una trampa a Chaos y lo sorprenden cuando llega. Gaia aparece y lucha contra Chaos nuevamente, y en el proceso, Ellis deduce del colgante de Gaia que Gaia es su padre perdido hace mucho tiempo. El caos ciega a Gaia con gas y le apunta con dardos con puntas venenosas, pero Ellis se interpone en el camino y es envenenado. Chaos les informa con aire de suficiencia que solo la Organización tiene el antídoto y huye de regreso a la base, sabiendo que Gaia probablemente lo buscará a él y a Urano en venganza. Después de que Ellis es hospitalizado, Eiji, Kayin, Gaia y Sofia, con la ayuda de una mujer policía, Tracy, lanzan un asalto total contra la base de Urano, ayudados por Rungo, Fo, Mondo y Duke, los otros luchadores del torneo. Gaia localiza y lucha contra Chaos nuevamente mientras Eiji encuentra y destruye la instalación donde se están creando las copias de Sho. Eiji y Kayin ayudan a Gaia y finalmente destruyen a Chaos de una vez por todas. Se enfrentan a Urano en la sala del trono, donde Urano les dice que la instalación era solo un señuelo, y que el verdadero está debajo de la base. Sin embargo, el Sho real aparece y desafía a Urano, informándole que ha destruido la instalación real, lo que ha provocado que la base comience a colapsar. Después de jurar venganza, Urano huye. Eiji, Kayin y Gaia salen de la base antes de que explote, pero Sho no se encuentra por ningún lado.
Los participantes se separan en buenos términos. En una zona apartada, Sho, que también sobrevivió, elogia en silencio las habilidades mejoradas de su hermano. Mientras tanto, Eiji y Kayin le dan el antídoto a Ellis y ella se recupera por completo. Mientras Eiji camina a casa, se enfrenta a un misterioso guerrero armado, Vermillion, y la película termina mientras se preparan para luchar.

## Doblaje
| Personaje       | doblaje al japonés | doblaje al inglés                 |
| --------------- | ------------------ | --------------------------------- |
| Eiji Shinjo     | Tomokazu Seki      | Ted Lewis                         |
| Kayin Amoh      | Takehito Koyasu    | Hideo Seaver                      |
| Gaia            | Daisuke Gōri       | Alfred DeButler                   |
| Sho Shinjo      | Bin Shimada        | Chris Yates                       |
| Chaos           | Fumihiko Tachiki   | Chris Yates                       |
| Lady Uranus     | Kikuko Inoue       | Emma Rayda                        |
| Sofia           | Yumi Tōma          | Debora Rabbai                     |
| Rungo Iron      | Shinpachi Tsuji    | Greg Wolfe                        |
| Fo Fai          | Ikuo Nishikawa     | James Cathcart (como Jimmy Zoppi) |
| Mondo           | Yukimasa Kishino   | Kim Carrell                       |
| Duke B. Rambert | Kaneto Shiozawa    | Bill Timoney (como Billy Regan)   |
| Ellis           | Kyōko Hikami       | Lisa Ortiz                        |
| Tracy           | Michiko Neya       | Apollo Smile                      |
| Christopher     | desconocido        | Terri Muuss                       |